# Lobé-Wasserfälle
Die Lobé-Wasserfälle sind Wasserfälle des Lobé in der Südprovinz von Kamerun. Sie gehören zu den wenigen Wasserfällen der Erde, die den direkten Weg ins Meer finden.
Seit dem  18. April 2006 stehen die Lobé-Wasserfälle auf der Vorschlagsliste zum UNESCO-Welterbe.

## Geographie
Die Lobé-Wasserfälle liegen sieben Kilometer südlich von Kribi. Die Fälle sind Teil der weißen Palmstrände des Bwambe Beach. Das Wasser des Lobé-Flusses ergießt sich direkt in den Golf von Guinea. Mit einer Höhe von etwas mehr als 20 Metern und einer Breite von ca. 100 Metern stürzt der Fluss in Kaskaden schließlich in den Atlantischen Ozean.
Die Quelle des Lobé liegt im Bergmassiv des Ntem inmitten des Campo-Ma’an-Nationalparks.
Von Kribi führt eine Straße Richtung Campo. Kurz vor dem Dorf Grand Batanga ist eine Kreuzung in Richtung der Lobé-Fälle.
Oft wird fälschlicherweise behauptet, der Lobé-Wasserfall sei der einzige Wasserfall, der sein Wasser direkt ins Meer ergießt. Diese Behauptung kann einer genaueren Betrachtung nicht standhalten. Andere Wasserfälle, die ins Meer münden, sind z. B. die Karpuzkaldrian-Wasserfälle bei Antalya, der McWay-Creek-Wasserfall im Julia Pfeiffer Burns State Park in den USA oder die Glintküste in Estland.

## Spiritualität
Für die Bewohner des Gebiets, die Batanga, die Maabi und Pygmäen, sind die Wasserfälle ein Ort der Spiritualität und des Glaubens. Die Ureinwohner zelebrieren mit Hilfe des Wassers von Fluss und Meer diverse kulturelle Riten. Beispielsweise tauchen die Wunderheiler der Pygmäen ihre Kranken unter das herabstürzende Wasser. Diese Art der Zeremonie wird als Akt der Reinigung verstanden. Außerdem sind die Wasserstürze des Lobé ein wichtiger Bestandteil während der Inthronisation eines neuen Batanga-Königs. Er verweilt eine bestimmte Zeit bei den Fällen. Hierdurch erwirbt er den Segen der Geister und der Ahnen. Für die indigenen Völker steht der Lobé auch für Jingou, Mutter Wasser oder Mann/Frau – Der Geist des Wassers. Für die Bewohner des gesamten Küstenbereichs ist die Allmacht der Wassergeister ein Mythos, der seit vielen Jahrhunderten ihre gesamte Kultur prägt.

## Umwelt
Die scheinbar heile Welt mit dem paradiesischen Panorama trügt. Zunächst besteht wie in fast ganz Westafrika bzw. Afrika das Problem der Entwaldung. Durch das unkontrollierte Abholzen von großen Bäumen wie Hülsenfrüchtler und Mangrovenbäumen wird der Lebensraum seltener Vögel bedroht. Ein Aktionsplan der Regierung Kameruns sieht eine Wiederaufforstung der Mangrovenwälder bei gleichzeitiger Limitierung des existierenden Raubbaus vor.
Ein weiteres Problem stellt die Tschad-Kamerun-Pipeline mit ihren Ölterminals dar. Es besteht das latente Risiko einer Explosion bzw. Verseuchung der Umwelt durch Lecks bzw. Materialverschleiß. Die kamerunische Regierung versucht die Sicherheit und den Schutz der Pipeline durch Vereinbarungen mit dem Betreiber ExxonMobil zu gewährleisten.
Außerdem besteht durch die Urbanisierung des Gebiets ein permanenter Druck auf das Ökosystem. Hier wird von Seiten der Regierung versucht das Gleichgewicht zwischen ökologischer Nachhaltigkeit einerseits und traditionelle Integrität andererseits zu wahren.